# Dimitrios Dimitrakos
Dimitrios Dimitrakos (Nomia Itili, 1875-Atenas 1966) fue un editor y escritor  griego. 
Nació en 1875 en el pueblo de Nomia Itili, en la región de Laconia. En su juventud trabajó como maestro y empleado del ferrocarril, hecho que motivó su traslado a Atenas. Se graduó en la Escuela Varvakeios, y en 1895 fundó una librería en Laurión. En 1902 trasladó su librería a Atenas. Pronto se convirtió en una importante editorial y centro de los partidarios del demoticismo. Su editorial publicó unos 1000 libros, y tenía como objetivo declarado promover la ciencia, la literatura y la educación. Según Yannis Stamatakos Dimitrakos fue un «investigador autodidacta». 
Su obra editorial más importante fue el Gran diccionario de toda la lengua griega (Μέγα λεξικόν ὅλης τῆς Ἑλληνικῆς γλώσσης en griego), en nueve volúmenes y 8000 páginas, publicados entre 1936 y 1950. El diccionario, conocido como «el Dimitrakos», incluye un registro completo del léxico griego desde la época de Homero hasta su publicación. Fue premiado por la Academia de Atenas, mientras que el propio Dimitrakos recibió una medalla del gobierno griego por su trabajo como redactor y editor.
Murió en Atenas a finales de noviembre de 1966.